# Logan Sargeant
Logan Hunter Sargeant (* 31. prosince 2000 Fort Lauderdale) je americký automobilový závodník, který v letech 2023 a 2024 závodil ve Formuli 1. Od roku 2025 je členem týmu IDEC Sport v šampionátu European Le Mans Series.
Po úspěšné kariéře v motokárách se v roce 2016 přesunul do juniorské formule a od roku 2019 závodil ve Formuli 3. V roce 2020 s týmem Prema obsadil třetí místo a v roce 2021 závodil za český tým Charouz Racing System. V roce 2022 se přesunul do Formule 2, kde s týmem Carlin skončil jako čtvrtý.
V roce 2021 se stal členem akademie Williamsu a od roku 2023 za tým závodil. Ve Formuli 1 debutoval v Grand Prix Bahrajnu 2023. Jediný bod získal za desáté místo v Grand Prix USA 2023. V roce 2024 v týmu zůstal, po 15. závodě a řadě nákladných nehod byl ale nahrazen Francem Colapintem.

## FIA Formule 3

### 2019
V roce 2019 se Sargeant vrátil do Carlina , tentokrát v šampionátu FIA Formule 3 .  Američan skóroval ve čtyřech případech a skončil 19. v šampionátu; jeho týmoví kolegové Felipe Drugovich a Teppei Natori skončili na 16. a 24. místě.

### 2020
Pro sezónu 2020 Sargeant přešel do Prema Racing , kde spolupracoval s Frederikem Vestim a bývalým britským rivalem F4 Piastrim.  Po třech stupních vítězů si Američan připsal své první vítězství ve FIA F3 ve druhém celovečerním závodě v Silverstone , díky čemuž se také dostal do vedení šampionátu.  Sargeantovo další vítězství přišlo v Belgii , kde vyhrál závod ve sprintu.  V posledních dvou kolech série však dokázal získat pouze osm bodů. Sargeant skončil třetí v pořadí, jeden bod za druhým Théo Pourchairem a pouhé čtyři body za svým týmovým kolegou Piastrim.

### 2021
Dne 10. února 2021 Sargeant oznámil, že nepostoupí do šampionátu FIA Formule 2 , z finančních důvodů.  V dubnu se zúčastnil předsezónního testu F3 s Charouz Racing System .  Následně byl oznámen jako jezdec Charouze v šampionátu FIA Formule 3 2021 .  V první třetině sezóny zaznamenal Sargeant pár čtvrtých míst, včetně umístění na stupních vítězů na Red Bull Ringu , o které po závodě přišel kvůli porušení limitů na trati.  Jeho první pódium v sezóně přišlo v prvním závodě v Budapeštia na to navázal dalším třetím místem v Belgii . V prvním závodě v Zandvoortu zaznamenal Sargeant do té doby nejlepší umístění ve své sezóně a skončil druhý poté, co startoval z obrácené tyče. Američan nakonec dosáhl svého jediného vítězství v sezóně v prvním závodě posledního kola na Soči Autodrom , čímž Charouzovi zajistil první vítězství ve formuli 3. Sargeant dokončil kampaň na sedmém místě se 102 body.

## Výsledky
| Legenda k tabulce | Legenda k tabulce                                                                       |
| Barva             | Výsledek                                                                                |
| ----------------- | --------------------------------------------------------------------------------------- |
| Zlatá             | Vítěz                                                                                   |
| Stříbrná          | 2. místo                                                                                |
| Bronzová          | 3. místo                                                                                |
| Zelená            | Bodované umístění                                                                       |
| Modrá             | Nebodované umístění                                                                     |
| Modrá             | Dokončil neklasifikován (NC)                                                            |
| Fialová           | Odstoupil (Ret)                                                                         |
| Červená           | Nekvalifikoval se (DNQ)                                                                 |
| Červená           | Nepředkvalifikoval se (DNPQ)                                                            |
| Černá             | Diskvalifikován (DSQ)                                                                   |
| Bílá              | Nestartoval (DNS)                                                                       |
| Bílá              | Závod zrušen (C)                                                                        |
| Světle modrá      | Pouze trénoval (PO)                                                                     |
| Světle modrá      | Páteční testovací jezdec (TD)                                                           |
| Bez barvy         | Netrénoval (DNP)                                                                        |
| Bez barvy         | Vyřazen (EX)                                                                            |
| Bez barvy         | Nepřijel (DNA)                                                                          |
| Bez barvy         | Odvolal účast (WD)                                                                      |
| Bez barvy         | Nezúčastnil se (prázdné)                                                                |
| Označení          | Význam                                                                                  |
| Tučnost           | Pole position                                                                           |
| Kurzíva           | Nejrychlejší kolo                                                                       |
| †                 | Jezdec nedojel do cíle, ale byl klasifikován, protože odjel více než 90 % délky závodu. |
| ‡                 | Byl udělován poloviční počet bodů, protože bylo odjeto méně než 75 % délky závodu.      |
| Horní index       | Umístění bodujících jezdců ve sprintu                                                   |

### Závodní kariéra
| Sezóna  | Série                                     | Tým                   | Závody | Vítězství | PP | NK | Pódia | Body | Umístění  |
| ------- | ----------------------------------------- | --------------------- | ------ | --------- | -- | -- | ----- | ---- | --------- |
| 2016    | Formula 4 UAE Championship - Trophy Event | Team Motopark         | 3      | 0         | 0  | 2  | 3     | –    | —         |
| 2016–17 | Formula 4 UAE Championship                | Team Motopark         | 18     | 0         | 0  | 7  | 15    | 261  | 2. místo  |
| 2017    | F4 British Championship                   | Carlin                | 30     | 2         | 2  | 2  | 10    | 356  | 3. místo  |
| 2017    | Formula Renault Eurocup                   | R-ace GP              | 3      | 0         | 0  | 0  | 0     | 0    | —         |
| 2017    | Formula Renault NEC                       | R-ace GP              | 2      | 0         | 0  | 0  | 0     | 24   | 23. místo |
| 2017    | V de V Challenge Monoplace                | R-ace GP              | 3      | 1         | 1  | 0  | 3     | 99   | 28. místo |
| 2018    | Formula Renault Eurocup                   | R-ace GP              | 20     | 3         | 2  | 3  | 7     | 218  | 4. místo  |
| 2018    | Formula Renault NEC                       | R-ace GP              | 12     | 1         | 0  | 2  | 3     | 87   | 5. místo  |
| 2019    | FIA Formule 3                             | Carlin Buzz Racing    | 16     | 0         | 0  | 0  | 0     | 5    | 19. místo |
| 2019    | Macau Grand Prix                          | Carlin Buzz Racing    | 1      | 0         | 0  | 0  | 1     | –    | 3. místo  |
| 2020    | FIA Formule 3                             | Prema Racing          | 18     | 2         | 3  | 2  | 6     | 160  | 3. místo  |
| 2021    | FIA Formule 3                             | Charouz Racing System | 20     | 1         | 0  | 0  | 4     | 102  | 7. místo  |
| 2021    | European Le Mans Series                   | Racing Team Turkey    | 2      | 0         | 1  | 0  | 0     | 21   | 19. místo |
| 2021    | Le Mans Cup - GT3                         | Iron Lynx             | 3      | 2         | 2  | 3  | 3     | 51   | 6. místo  |
| 2021    | Formule 2                                 | HWA Racelab           | 3      | 0         | 0  | 0  | 0     | 0    | 29. místo |
| 2022    | Formule 2                                 | Carlin                | 28     | 2         | 2  | 0  | 4     | 148  | 4. místo  |
| 2023    | Formule 1                                 | Williams Racing       | 22     | 0         | 0  | 0  | 0     | 1    | 21. místo |
| 2024    | Formule 1                                 | Williams Racing       | 15     | 0         | 0  | 0  | 0     | 0    | 23. místo |

### Kompletní výsledky ve Formuli 3
| Rok  | Tým                   | 1          | 2          | 3          | 4         | 5          | 6          | 7          | 8          | 9          | 10          | 11         | 12          | 13        | 14         | 15         | 16          | 17        | 18          | 19    | 20      | 21      | Body | Umístění  |
| ---- | --------------------- | ---------- | ---------- | ---------- | --------- | ---------- | ---------- | ---------- | ---------- | ---------- | ----------- | ---------- | ----------- | --------- | ---------- | ---------- | ----------- | --------- | ----------- | ----- | ------- | ------- | ---- | --------- |
| 2019 | Carlin Buzz Racing    | CAT FEA 15 | CAT SPR 14 | LEC FEA 12 | LEC SPR 8 | RBR FEA 22 | RBR SPR 26 | SIL FEA 26 | SIL SPR 13 | HUN FEA 10 | HUN SPR 8   | SPA FEA 13 | SPA SPR Ret | MNZ FEA 9 | MNZ SPR 10 | SOC FEA 15 | SOC SPR 10  |           |             |       |         |         | 5    | 19. místo |
| 2020 | Prema Racing          | RBR FEA 2  | RBR SPR 27 | RBR FEA 6‡ | RBR SPR 2 | HUN FEA 6  | HUN SPR 4  | SIL FEA 3  | SIL SPR 5  | SIL FEA 1  | SIL SPR Ret | CAT FEA 3  | CAT SPR 5   | SPA FEA 8 | SPA SPR 1  | MNZ FEA 26 | MNZ SPR 24† | MUG FEA 6 | MUG SPR Ret |       |         |         | 160  | 3. místo  |
| 2021 | Charouz Racing System | CAT 1 4    | CAT 2 Ret  | CAT 3 9    | LEC 1 4   | LEC 2 12   | LEC 3 Ret  | RBR 1 15   | RBR 2 Ret  | RBR 3 8    | HUN 1 3     | HUN 2 9    | HUN 3 10    | SPA 1 8   | SPA 2 3    | SPA 3 7    | ZAN 1 2     | ZAN 2 10  | ZAN 3 6     | SOC 1 | SOC 2 C | SOC 3 4 | 102  | 7. místo  |

### Kompletní výsledky ve Formuli 2
| Rok  | Tým         | 1         | 2         | 3           | 4          | 5         | 6         | 7         | 8         | 9          | 10        | 11        | 12        | 13        | 14        | 15        | 16        | 17        | 18          | 19          | 20          | 21          | 22        | 23        | 24          | 25        | 26          | 27        | 28        | Body | Umístění  |
| ---- | ----------- | --------- | --------- | ----------- | ---------- | --------- | --------- | --------- | --------- | ---------- | --------- | --------- | --------- | --------- | --------- | --------- | --------- | --------- | ----------- | ----------- | ----------- | ----------- | --------- | --------- | ----------- | --------- | ----------- | --------- | --------- | ---- | --------- |
| 2021 | HWA Racelab | BHR SP1   | BHR SP2   | BHR FEA     | MCO SP1    | MCO SP2   | MCO FEA   | BAK SP1   | BAK SP2   | BAK FEA    | SIL SP1   | SIL SP2   | SIL FEA   | MNZ SP1   | MNZ SP2   | MNZ FEA   | SOC SP1   | SOC SP2   | SOC FEA     | JED SP1 16  | JED SP2 Ret | JED FEA 14  | YMC SP1   | YMC SP2   | YMC FEA     |           |             |           |           | 0    | 29. místo |
| 2022 | Carlin      | BHR SPR 6 | BHR FEA 7 | JED SPR Ret | JED FEA 12 | IMO SPR 6 | IMO FEA 7 | CAT SPR 3 | CAT FEA 4 | MCO SPR 10 | MCO FEA 9 | BAK SPR 6 | BAK FEA 2 | SIL SPR 7 | SIL FEA 1 | RBR SPR 7 | RBR FEA 1 | LEC SPR 8 | LEC FEA Ret | HUN SPR Ret | HUN FEA 10  | SPA SPR Ret | SPA FEA 5 | ZAN SPR 8 | ZAN FEA Ret | MNZ SPR 4 | MNZ FEA Ret | YMC SPR 6 | YMC FEA 5 | 148  | 4. místo  |

### Kompletní výsledky ve Formuli 1
| Rok  | Tým             | Šasi          | Motor                    | 1      | 2      | 3       | 4      | 5      | 6       | 7      | 8       | 9       | 10     | 11     | 12     | 13      | 14     | 15     | 16      | 17      | 18     | 19      | 20     | 21     | 22     | 23  | 24  | Body | Umístění  |
| ---- | --------------- | ------------- | ------------------------ | ------ | ------ | ------- | ------ | ------ | ------- | ------ | ------- | ------- | ------ | ------ | ------ | ------- | ------ | ------ | ------- | ------- | ------ | ------- | ------ | ------ | ------ | --- | --- | ---- | --------- |
| 2022 | Williams Racing | Williams FW44 | Mercedes-AMG F1 M13 V6 t | BHR    | SAU    | AUS     | EMI    | MIA    | ESP     | MON    | AZE     | CAN     | GBR    | AUT    | FRA    | HUN     | BEL    | NED    | ITA     | SIN     | JPN    | USA TD  | MXC TD | SAP TD | ABU TD |     |     | –    | –         |
| 2023 | Williams Racing | Williams FW45 | Mercedes-AMG F1 M14 V6 t | BHR 12 | SAU 16 | AUS 16† | AZE 16 | MIA 20 | MON 18  | ESP 20 | CAN Ret | AUT 13  | GBR 11 | HUN 18 | BEL 17 | NED Ret | ITA 13 | SIN 14 | JPN Ret | QAT Ret | USA 10 | MXC 16† | SAP 11 | LVG 16 | ABU 16 |     |     | 1    | 21. místo |
| 2024 | Williams Racing | Williams FW46 | Mercedes-AMG F1 M15 V6 t | BHR 20 | SAU 15 | AUS WD  | JPN 17 | CHN 17 | MIA Ret | EMI 17 | MON 15  | CAN Ret | ESP 20 | AUT 19 | GBR 11 | HUN 17  | BEL 17 | NED 16 | ITA     | AZE     | SIN    | USA     | MXC    | SAP    | LVG    | QAT | ABU | 0    | 23. místo |